# Fanny Ginor
Fanny Ginor (hebräisch פאני גינור; geboren als Fanny Dulberg 20. Juni 1911 in Otynija, Österreich-Ungarn; gestorben 2007) war eine israelische Ökonomin.

## Leben
Fanny Dulberg war eine Tochter des Kaufmanns Oskar Dulberg und der Rosa Rosenrauch, sie hatte drei jüngere Geschwister. Ihre Eltern zogen 1913 aus Galizien nach Cannstatt. Dulberg besuchte dort das humanistische Gymnasium Cannstatt. Sie studierte Nationalökonomie an der Universität Frankfurt am Main, der Universität  München, unter anderem bei Alfred Weber, und der Universität Heidelberg und machte 1931 bei Otto von Zwiedineck-Südenhorst die Diplomprüfung. Sie engagierte sich in der zionistischen Studentenverbindung und wechselte unter dem antisemitischen Druck im Deutschen Reich 1933 an die  Universität Basel, wo sie 1934 mit einer theoretischen Abhandlung über den Wirtschaftsimperialismus bei Edgar Salin und Hans Ritschl promoviert wurde. Im Mai 1934 emigrierte Dulberg nach Palästina und schlug sich zunächst als ungelernte Landarbeiterin und kaufmännische Hilfsarbeiterin durch.
Dulberg wurde 1943 wissenschaftliche Mitarbeiterin bei David Horowitz in der Jewish Agency. 1947 heiratete sie den 1925 aus Österreich eingewanderten Bankkaufmann Yehoshua (Shika) Ginshparg (1905–1986), sie nannten sich später Ginor. Nach der Staatsgründung Israels arbeitete sie als Ökonomin im Israelischen Finanzministerium.
Ginor wurde wiederholt zu internationalen Konferenzen sowie zur UNO-Generalversammlung abgeordnet. Ab 1954 arbeitete sie unter Horowitz als ökonomische Beraterin in der neugegründeten Bank of Israel, von 1962 bis 1964 war sie ökonomische Beraterin an der Israelischen Botschaft bei der UNO. 1965 erstellte sie eine Studie über die Auswirkungen der deutschen Reparationszahlungen auf die israelische Wirtschaft. Seit 1954 nahm sie Lehraufträge an der Universität Tel Aviv und an der Hebräischen Universität Jerusalem wahr und erhielt 1966 in Tel Aviv eine Stelle als Senior Lecturer. 1971 wurde sie außerordentliche Professorin und 1978 wurde sie emeritiert. In den 1970er Jahren erstellte Ginor eine großangelegte Studie zu sozioökonomischen Disparitäten in Israel.

## Schriften (Auswahl)

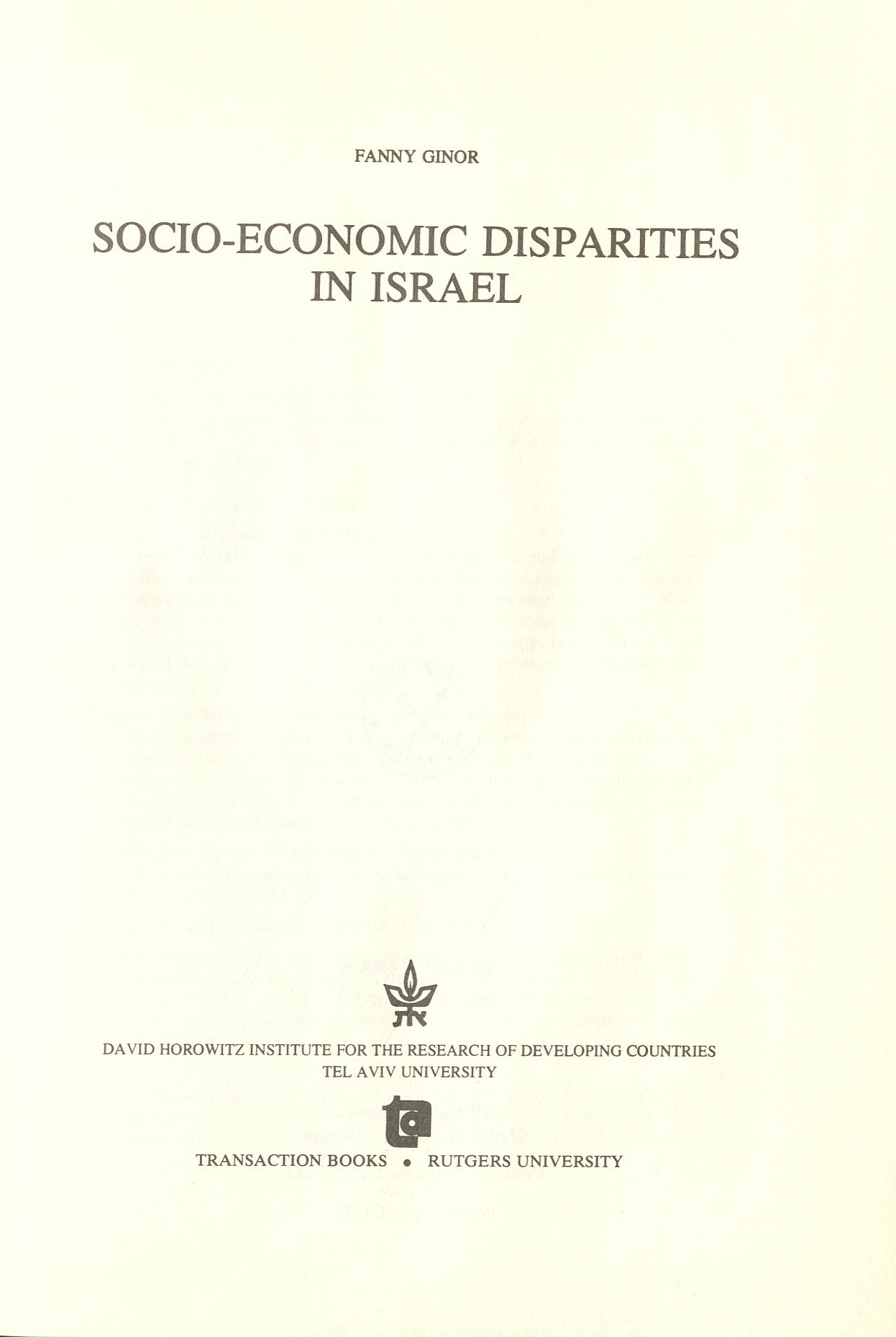
Disparities (1979)

- Der Imperialismus im Lichte seiner Theorien. Basel: Philographischer Verlag, 1936
- The Impact of German Reparations and Restitution Payments on the Israeli Economy. Wiener Library Bulletin, 26,3-4 (1972–1973), S. 38–45
- Socio-economic disparities in Israel. Tel Aviv: David Horowitz Institute for the Research of Developing Countries, Tel Aviv University, 1979
- Shika. The Story of an unusual Life. Übersetzung aus dem Hebräischen Gabriela Williams. Jerusalem, 1989
- Krise des Übergangs in einen anderen Kulturkreis. In: Harald Hagemann (Hrsg.): Zur deutschsprachigen wirtschaftswissenschaftlichen Emigration nach 1933. Marburg: Metropolis, 1997, S. 437–458
- Shṭuṭgarṭ, Tel-Aviv : ḥayim be-tsel ha-hitraḥashuyot. Übersetzung aus dem Deutschen Ṭali Shṿartsshṭain-Beser. Tel-Aviv: Geṿanim, 2002 (he)